# 阴道出血
阴道出血（vaginal bleeding）指血液从阴道排出。这种出血可能源自子宫、阴道壁或子宫颈。一般来说，阴道出血要么是正常月经周期的一部分；要么则是性激素或生殖系统的其他问题（例如异常子宫出血）所致。
怀孕期间阴道出血是正常的，尤其在怀孕早期。然而，出血也可能表明存在妊娠并发症，需要医疗干预。怀孕期间出血通常（但并非总是）与怀孕本身有关。
月经是育龄期间每月定期的阴道出血，是正常的生理过程。在育龄期，出血过多（经血过多）、两次月经之间（月经间期出血）、发生频率高于每21天一次（异常子宫出血）、发生频率太低（月经稀发）或发生阴道性交后（性交后出血）应进行评估。 
异常阴道出血的原因因年龄而异，可能有時是特定醫療狀況的徵兆，包括激素失衡或無排卵甚至惡性腫瘤（宫颈癌、阴道癌或子宫癌）。儘管大多數成年女性可以識別出血部位，幼兒或有認知障礙的老年人，可能無法分辨出血來源，可能來自尿路（血尿）或直肠而不是阴道。当青春期前的儿童或更年期后妇女出现阴道出血时，总是需要就医。

## 鉴别诊断
阴道异常出血的原因因年龄而异。 

### 儿童
如果儿童出血发生在预期初潮之前且青春期发育不充分，则需关注。青春期发育开始前的出血值得评估，可能由局部原因或荷尔蒙因素引起的。  在儿童中，确定出血来源具有挑战性，所谓的“阴道”出血实际上可能来自膀胱或尿道，或来自直肠。 
出生后第一周的阴道出血是一种常见现象，儿科医生通常会在新妈妈出院时与他们讨论这一问题。在儿童时期，其他可能的原因包括阴道内存在异物、外伤（意外或非意外，即儿童性虐待或性侵犯）、尿道脱垂、阴道感染（阴道炎）、外阴溃疡、外阴皮肤状况，例如硬化性地衣，少数是肿瘤（良性或恶性阴道肿瘤，或产生激素的卵巢肿瘤）。激素原因包括中枢性性早熟、外周性性早熟（麦库尼-奥尔布赖特综合征）或原发性甲状腺功能减退症。
虽然这种症状通常会让父母感到震惊，但大多数原因都是良性的，尽管性虐待或肿瘤尤其需要关注。可能有必要通过麻醉下检查（EUA，examination under anesthesia）排除阴道异物或肿瘤，尽管专为办公室宫腔镜检查设计的仪器有时可用于表面麻醉的儿童进行办公室阴道镜检查，从而无需镇静或全身麻醉和手术室时间。 

### 绝经前

#### 背景
对于绝经前女性，出血可能来自子宫、外阴或阴道病变或子宫颈。可进行妇科检查以确定出血来源。即使女性不知道自己怀孕，妊娠并发症也可能导致出血，例如自然流产、宫外孕或胎盘生长异常。在诊断和治疗时必须牢记这种可能性。
一般来说，未怀孕的绝经前女性子宫异常出血的原因包括子宫肌瘤、息肉、多囊卵巢综合症等荷尔蒙失调、凝血障碍和癌症。宫颈炎或盆腔炎等感染也可能导致阴道出血。性交后出血是指性交后发生的出血。最后，节育的正常且常见的副作用包括阴道滴血或出血。 

#### 临床指南（FIGO分类）
国际妇产科联合会（International Federation of Gynecology and Obstetrics，FIGO）制定了更具体的临床指南，称为PALM-COEIN系统，用于对异常子宫出血的原因进行分类。该缩写词代表息肉、腺肌病、子宫肌瘤、恶性肿瘤和增生、凝血病、排卵障碍、子宫内膜疾病、医源性原因以及未分类。在国际专家的意见下，FIGO月经失调小组建议对异常出血进行简化描述，放弃诸如月经过多、异常子宫出血 等不精确的术语，转而采用简单的词汇描述阴道出血。出血的周期规律、频率、持续时间和量。 
PALM原因与子宫结构、解剖学和组织病理学原因有关，可以通过超声或活检等成像技术进行评估，以查看病变的组织学。异常出血的COEIN原因则与结构性原因无关。 
- 息肉：子宫内膜息肉是良性生长物，通常在妇科超声检查期间检测到，并使用盐水输注超声检查或宫腔镜检查进行确认，通常与提供组织病理学确认的子宫内膜活检相结合。使用阴道窥器进行妇科检查时可以看到宫颈内膜息肉，并且通常可以通过较小的办公室手术将其切除。
- 子宫腺肌病：子宫腺肌病是子宫内膜腺体存在于子宫肌肉（子宫肌层）内的一种疾病，其引起异常出血的发病机制和机制一直存在争议。[18]
- 平滑肌瘤（肌瘤）：子宫平滑肌瘤，通常称为子宫肌瘤，很常见，大多数肌瘤是无症状的。 [5]平滑肌瘤的存在可能不是异常出血的原因，尽管粘膜下肌瘤最有可能导致异常出血。[17]

- 恶性肿瘤（癌前病变和癌症）：PALM-COEIN系统的恶性肿瘤和增生类别包括生殖道恶性肿瘤，包括外阴癌、阴道癌、子宫颈癌和子宫癌。子宫内膜增生属于异常出血的PALM类别，在肥胖或有慢性无排卵史的女性中更为常见。当子宫内膜增生与非典型细胞相关时，它可以进展为癌症或与癌症同时发生。[5]虽然子宫内膜增生和子宫内膜癌最常见于绝经后女性，但大多数子宫内膜癌患者都有异常出血，因此必须在育龄期女性中考虑诊断。[5][17]
- 凝血病（凝血障碍）：月经大量出血可能与凝血病有关。[19]类血友病是最常见的凝血病，大多数患有类血友病的女性都会出现大量月经出血。[19]经期出血较多的女性中，高达20% 的人患有出血性疾病。[20]初潮后月经大量出血是患有出血性疾病的女性的常见症状，回顾性研究发现，高达62%的月经大量出血青少年患有出血性疾病。 [21]
- 排卵功能障碍：排卵功能障碍或无排卵是异常出血的常见原因，可能导致不规则和不可预测的出血，以及流量变化，包括大量出血。排卵障碍的内分泌或激素原因包括多囊卵巢综合征、甲状腺疾病、高催乳素血症、肥胖、饮食失调（包括神经性厌食症或贪食症）或运动与热量摄入之间的不平衡。 [22]
- 子宫内膜：子宫内膜异常出血的原因包括子宫内膜感染、子宫内膜炎，这可能发生在流产（自然流产）或分娩后，或者可能与子宫、输卵管或骨盆的性传播感染有关。盆腔炎。子宫内膜异常出血的其他原因可能与子宫内膜自身愈合或发育血管的方式有关。 [17]
- 医源性（由医疗或手术引起）：异常出血最常见的医源性原因与激素药物治疗有关，例如避孕药、避孕贴、环、注射、植入物和宫内节育器。用于治疗更年期症状的激素疗法也会导致异常出血。在这种激素治疗期间发生的意外出血被称为“突破性出血”（BTB）。突破性出血可能是由于激素治疗使用不一致而导致的，尽管在开始某种方法后的最初几个月，即使使用完美，也可能会发生突破性出血，并且最终可能会发生这种情况。影响药物治疗的依从性。[23]如果漏服口服避孕药，发生突破性出血的风险会更大。 [24]
- 未分类：PALM-COEIN系统的未分类类别包括可能罕见的病症，或者尚未充分确定或了解其对异常出血的影响的病症。[17]

### 怀孕
15-25%的妊娠早期会出现阴道出血。其中一半会流产，一半足月。原因有很多，包括胎盘并发症，如胎盘早剥和前置胎盘。其他原因包括流产、宫外孕、葡萄胎、子宫颈机能不全、子宫破裂和早产。怀孕早期出血可能是先兆流产或不完全流产的征兆。
在妊娠中期或晚期，前置胎盘（胎盘部分或完全覆盖子宫颈）可能会严重出血。胎盘早剥通常与子宫出血和子宫疼痛有关。 

### 绝经后
子宫内膜萎缩、子宫内膜息肉、子宫肌瘤、子宮內膜增生症、子宫内膜癌是绝经后阴道出血的常见原因。大约10%的病例是由子宫内膜癌引起的。子宫肌瘤是由位于子宫壁内和子宫壁周围的肌肉细胞和其他组织组成的良性肿瘤。患有子宫肌瘤的女性并不总是有症状，但有些人会出现经间期阴道出血、性交疼痛和腰痛。

## 诊断评估
通常可以根据出血史、体格检查和其他适当的医学检查来辨别出血原因。评估阴道出血的体格检查通常包括用窥器观察子宫颈、双手检查和直肠阴道检查。这些重点是寻找出血源并寻找任何可能导致出血的异常情况。此外，检查并触诊腹部以确定出血是否源自腹部。通常还会进行妊娠测试。 如果出血过多或持续时间较长，全血细胞计数可能有助于检查是否贫血。异常子宫内膜可能需要通过宫腔镜活检或扩张和刮除术进行检查。

### 绝经后出血
对于绝经后阴道出血，任何诊断评估的主要目标是排除子宫内膜增生和恶性肿瘤。经阴道超声检查和子宫内膜取样是初步评估的常用方法。美国妇产科医师学会 (ACOG) 的指南建议将经阴道超声检查作为适当的一线手术，以识别哪些患者患子宫内膜癌的风险较高。 如果有以下发现和/或症状，则需要进行子宫内膜取样： 
- 子宫内膜厚度大于4毫米
- 弥漫性或局灶性回声增强（异质性）
- 无法看到子宫内膜
- 无论子宫内膜厚度如何，持续或反复出血

子宫内膜取样可以通过使用子宫内膜取样装置（例如管道）进行子宫内膜活检来获得，也可以通过使用或不使用宫腔镜的扩张和刮宫术（D＆C）来获得。 

### FIGO分类

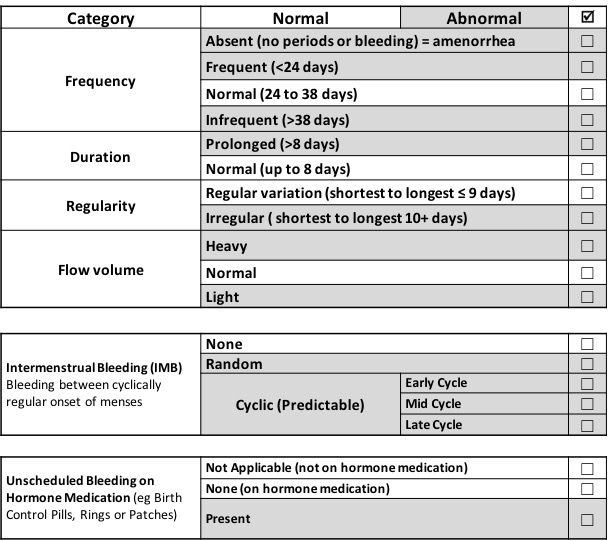
FIGO 1.育龄期正常和异常子宫出血 (AUB) 的定义和命名系统。

2011 年，国际妇产科联合会(FIGO) 认可了两个旨在帮助育龄期异常子宫出血 (AUB) 妇女的研究、教育和临床护理的系统。

## 并发症
例如由宫外孕和产后出血引起的严重的急性出血，会导致血容量不足（循环中的血液耗尽），进而发展为休克。这是一种医疗紧急情况，需要住院并静脉输液，通常随后还要输血。一旦循环量恢复，就会进行调查以确定出血来源并解决它。 不受控制的危及生命的出血可能需要子宫动脉栓塞（闭塞供应子宫的血管）、剖腹手术（手术打开腹部），偶尔需要子宫切除术（切除子宫）作为最后的手段。
长期阴道失血可能引起的并发症是缺铁性贫血，这种贫血可能会不知不觉地发生。消除病因就能解决贫血问题，但有些女性需要补充铁剂或输血来改善贫血。

## 流行病学

### 青春期前
阴道出血最常见的原因通常被认为是异物插入阴道管，这通常与盆腔疼痛、恶臭分泌物或复发性泌尿生殖系统感染有关。此事件可能是由于正常的自我探索，也可能表明存在性虐待。 
泌尿生殖系统损伤也是一个常见原因，并且通常是青春期前阴道出血住院或急诊就诊的最常见原因，占此类病例的 45%。最常见的泌尿生殖损伤是跨骑损伤，通常发生在跌倒时，通常是在锋利的边缘上，并可能导致唇皱襞之间的撕裂伤。

## 治疗
雖然許多形式的陰道出血都是正常的，不需要治療，但其他形式的陰道出血則需要醫療照護。 荷爾蒙管理通常是治療急性異常子宮出血的首選方法。 這些荷爾蒙藥物包括避孕药、醋酸甲羟孕酮（商品名Depo-Provera ）和结合马雌激素。长期治疗包括放置激素宫内节育器、避孕药、孕激素药丸或孕激素注射液 ( Depo-Provera ) 以及布洛芬等非甾体抗炎药某些药物可能对某些女性不安全。患有凝血障碍的女性可能还需要去看血液科医生。 
如果出血严重或有原因患者不能服用上面列出的激素药物，也可以考虑手术治疗。 这些选择包括扩张和刮宫术、子宫内膜去除术和子宫切除术（切除子宫）。子宫切除术会导致不孕，因此手术决策将尽可能考虑女性对未来生育能力的偏好。 

## 相关
- 异常子宫出血
- 着床出血